# Завадський Василь Григорович
Завадський Василь Григорович (1863—1918) — український композитор, хоровий диригент, педагог.

## Біографія
Народився в Чигирині, Чигиринського повіту Київської губернії (нині Черкаська область). Закінчив Одеську духовну семінарію. Працював регентом в училищах у Новоросійському університеті в Одесі. Одночасно ставив у навчальних закладах дитячі опери.
Син — Завадський Василь Васильович — композитор, диригент, піаніст, музичний критик.
Помер 1918 року в Чигирині, за іншою версією (підлягає дослідженню) 20 серпня 1917 р. в м. Черкаси[джерело?]. Був відспіваний у Свято-Троїцькій церкві[уточнити] за православним обрядом і похований на міському кладовищі. Місце поховання невідоме.

## Творчість
Гастролював у містах: Ананьїв, Єлисаветграді (нині Кропивницький), Києві (1901—1902), Одесі, Харкові. У репертуарі — опери-казки: «Сирітка», «Червона шапочка», «Снігурочка», «Кіт у чоботях», «Хлопчик-мізинчик» (1903).
1904 року в Одесі дебютувала створена ним хорову капела в складі зі 45 осіб. З 1905 по 1915 роки капела дала близько 3000 концертів, популяризувала переважно російську і західноєвропейську музику. У репертуарі — твори М. Глінки, О. Бородіна, П. Чайковського, А. Рубінштейна, А. Аренського, О. Варламова, Й. Гайдна, Ш. Ґуно, власні твори, а також обробки російських і українських народних пісень. Разом із капелою Василь Завадський гастролював у Росії, Білорусі, країнах Балтії, Середньої Азії.
21 травня 1910 року відбувся великий концерт хорової капели під орудою В. Г. Завадського у Царицин. У програмі: хорові твори Н. Римського-Корсакова, А. Рубінштейна, А. Бородіна, А. Гречанінова, А. Аренського, А. Варламова, Ш. Гуно. Поряд із класикою в концерті звучали каторжанські пісні, записані Завадським під час концертного турне Сибіром і Забайкаллям (Царицынская мысль. — 1910. — 21 мая).
1913 р. — гастролював у Черкасах, Золотоноші, Умані.

Запис від 9 грудня 1913 року, залишений[ким?] під час концерту у Варшаві українською мовою:
«Ми перш за всього звернули увагу, що українські №, які виконує Ваш хор більш усього подобається публіці і, може через те, що вкраїнська пісня — рідна Вам і Вашому хорові, визначаються у виконанні більшим чуттям та щирістю. Як чудово виглядав би Ваш хор, коли б він був убраний в українське вбрання! Коли б Ви зробили свій хор і по зовнішньому виду і по внутрішній суті українським — заспівав таку багату, чарівну нашу пісню — ми б зустрічали Вас, як свого рідного. З щирою пошаною до Вас…»
1915—1918 роках займався реформою викладання співу в російських школах. Послідовно виступав за національну постановку музичної освіти. Висунута ним ідея організації в селі народно-співочих і народно-оркестрових громад була схвалена Міністерством народної освіти. Василь Завадський створив методику навчання співу й успішно використовував її в педагогічній та концертній практиці. Як педагог писав про запровадження ігрових прийомів у методику навчання, ділився досвідом вокально-хорової роботи, що передбачала вправи на розвиток дихання, на поліпшення дикції співаків, в тому числі читання віршів з різних тонів з виділенням приголосних, що розвиває силу голосу і слух.